# Jun'ichi Hirokami
Junichi Hirokami (広上 淳一, Hirokami Jun'ichi), né le 5 mai 1958 est un chef d'orchestre japonais.

## Biographie
Né à Tokyo, Hirokami étudie la direction d'orchestre, le piano, l'alto et la musicologie au conservatoire de musique de Tokyo. Il remporte la première édition du concours international Kondrachine de direction d'orchestre à Amsterdam en septembre 1984 à l'âge de 26 ans. L'un des juges de cette compétition, le pianiste Vladimir Ashkenazy, engage alors Hirokami pour diriger l'Orchestre symphonique de la NHK dans une tournée au Japon avec lui en mai 1985.
De 1991 à 1996, il est chef principal de l'Orchestre symphonique de Norrköping (en) et chef principal de l'Orchestre symphonique de Limburg (en) de 1998 à 2000. Il est également le principal chef invité de l'Orchestre philharmonique du Japon et de l'Orchestre philharmonique royal de Liverpool.
Hirokami est nommé directeur musical de l'Orchestre symphonique de Columbus (en) le 1er juin 2006, avec un contrat annuel de trois ans. Durant la crise financière de l'orchestre en 2008, Hirokami soutient fermement les musiciens lors d'un différend contractuel de longue durée, ce qui entraîne des relations tendues entre Hirokami d'une part et le conseil d'administration et la direction de l'orchestre d'autre part. Le 13 novembre 2008, dans une lettre aux musiciens de l'orchestre, Hirokami annonce que le conseil d'administration de l'Orchestre symphonique de Columbus l'a démis de ses fonctions, avec effet immédiat. Depuis avril 2008, il est chef principal de l'Orchestre symphonique de Kyoto, avec un contrat initial de 3 ans.
Hirokami et sa femme Yukari ont une fille appelée Kimiko. En 1973, la musique de la chanteuse pop Junko Sakurada inspire à Hirokami, alors âgé de 15 ans, l'idée de créer un fan club consacré à la chanteuse.